# جزر بحر المرجان
جزر بحر المرجان أو جزر بحر كورال (بالإنجليزية: Coral Sea Islands)‏، تشمل مجموعة جزر صغيرة وارصفة صخرية معظمها غير مأهولة في بحر كورال، شمال شرق كوينزلاند، أستراليا. الجزيرة الوحيدة المأهولة هي ويليس. يغطي الإقليم 780.000 كيلومتر مربع، تمتد من الشرق والجنوب الخارجي لحافة الحاجز المرجاني العظيم.
هي تابعة لاستراليا منذ عام 1969، وتدار من كانبيرا من قبل وزارة العدل ووزارة النقل والخدمات الإقليمية. الدفاع هو من مسؤولية أستراليا، الإقليم مراقب بانتظام من قبل القوات البحرية الملكية الاستراليه. وتحتفظ أستراليا الحق التلقائي لرصد الاحوال الجوية على العديد من الجزر والرصيف الصخري والشعاب المرجانيه، لا يوجد أي نشاط اقتصادي، إلا موظفين من ثلاثة أو أربعة أشخاص لتشغيل محطة للارصاد الجوية على جزيرة ويليس (جنوب الجزيرة)، التي انشئت في عام 1921.
هناك حوالي 30 جزيرة مرجانية منفصلة، واثني عشر مغمورة كليا أو تضهر فقط خلال المد والجزر المنخفضه وهناك مجموعة آخرى من الجزر، جميع الجزر منخفضه جدا.